# Gianni Poggi

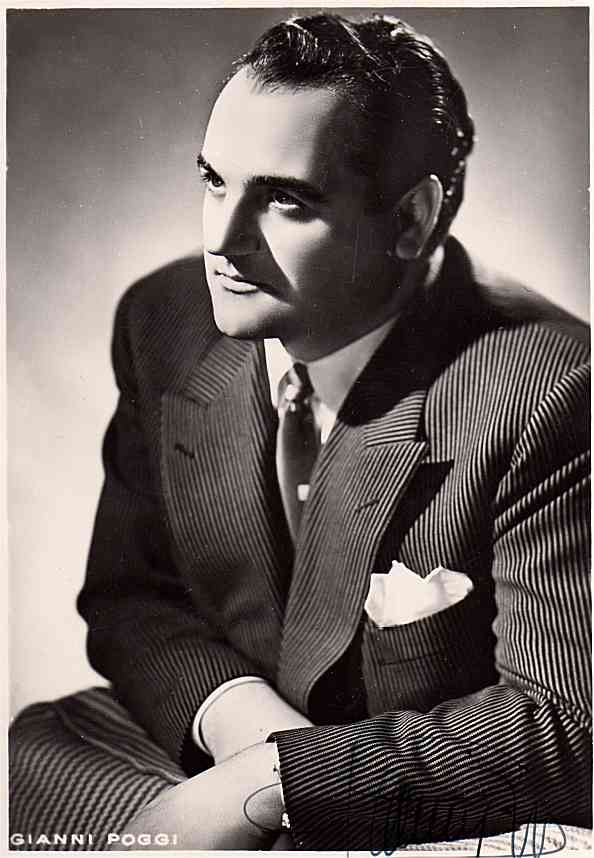
Gianni Poggi

Gianni Poggi (Piacenza, 4 de octubre de 1921 - ibídem, 16 de diciembre de 1989) fue un tenor italiano, activo entre los años 1940 y 1960.

## Biografía
Estudió primero con Valentina Manna y más tarde en Milán con el barítono Emilio Ghirardini. Debutó en 1947 en el Teatro Massimo de Palermo, haciendo de Ismael en Nabucco. En la misma temporada actuó también en el papel de Rodolfo en La bohème en una sustitución y obteniendo un gran éxito. 
Aunque en parte a circunstancias imprevistas, al año siguiente sustituyó a Jussi Björling y, con tan sólo 26 años, debutó con éxito en La Scala en Un ballo in maschera. Fue el comienzo de una estrecha colaboración con el teatro de Milán, que vio en sus carteles a Poggi continuamente hasta 1965 en varias funciones, incluyendo: Enzo, Fernando, Edgardo, Duque de Mantua, Cavaradossi, el Fausto de Mefistofele y, particularmente, participó en la Oberto, Conte di San Bonifacio, la primera versión moderna de la ópera verdiana, en 1951. 
Otro teatro que disfruto de su presencia regular fue la Arena di Verona, donde comenzó en 1949 en el papel de Lohengrin, junto a Renata Tebaldi. También actuó en los principales teatros de ópera italianos, así como en América del Sur (Buenos Aires, Río de Janeiro), en Barcelona, Berlín, Montecarlo y en el Metropolitan Opera House. En 1955 interpretó y grabó Dom Sébastien de Donizetti en el Teatro Comunale de Florencia, en una recuperación histórica que sigue siendo una grabación muy destacada. 
Desde principios de los 60 se produjo un relativo declive. Esto no impidió que siguiera trabajando hasta finales de la década. Se retiró de la escena en 1969; el último papel que cantó e interpretó fue Fausto. 
Poggi tenía una buena voz de tenor, ocasionalmente inclinada a la dureza, con posibilidad de cantar en papeles líricos y dramáticos. Puede escucharse en algunas grabaciones, en particular en La Traviata, junto a Renata Tebaldi, La favorita junto a Giulietta Simionato, La Gioconda junto a Maria Callas, Un ballo in maschera, La bohème y Tosca junto a Antonietta Stella. 
Gianni Poggi murió en Piacenza el 16 de diciembre de 1989 a los 68 años de edad.